# Фа (Од)
Фа (фр. Fa) насеље је и општина у јужној Француској у региону Лангдок-Русијон, у департману Од која припада префектури Лиму.
По подацима из 2005. године у општини је живело 318 становника, а густина насељености је износила 27,7 становника/km². Општина се простире на површини од 11,48 km². Налази се на средњој надморској висини од 272 метара (максималној 580 m, а минималној 253 m).

## Демографија
| 1962. | 1968. | 1975. | 1982. | 1990. | 1999. | 2011. |
| ----- | ----- | ----- | ----- | ----- | ----- | ----- |
| 382   | 317   | 294   | 301   | 276   | 299   | 369   |

График промене броја становника у току последњих година